# Ланг Георгій Федорович
Ланг Георгій Федорович (рос. Ланг Георий Фёдорович 28 липня 1875 — 24 липня 1948) — лікар-терапевт, академік АМН СРСР (1945), ректор 1-го Ленинградського медичного інституту, засновник й головний редактор медичного журналу «Терапевтический архив».

## Біографія
Народився у місті Санк-Петербург. Батьківська родина мала певні фінансові проблеми, тому хлопець ледь отримав гімназичну освіту.
1894 року влаштувався на навчання у Військово-медичну академії. Його наукова діяльність розпочалася ще у 1899 році у лікарні професора М. В. Яновського, що був учнем Боткіна. Того ж року він закінчив медичну академію зі схвальною грамотою і отримав звання лікаря.
У період 1903—1904 років працював у лікарнях Німеччини та Франції. Повернувся у Санкт-Петербург, де працював лікарем.
Як науковець цікавився різними галузями, серед котрих первісно замався проблемами кардіології. 1922 року він першим виділив у окрему одиницю Гіпертонічну хворобу. Він же розробив систему диспансеризації хворих на гіпертонію. 1935 року він запропонував розроблену ним класифікацію хвороб серцево-судинної системи, оприлюднену на XII Всесоюзному з'їзді терапевтів.
Ще 1919 року став професором у тодішньому Петроградському інституті удосконалення лікарів. З 1922 року він керував клінікою і кафедрою факультетської терапії 1-го медичного інституту. 1928 року став ректором 1-го Ленінградського медичного інституту.
1923 року заснував журнал «Тепапевтический архив», де став редактором. 1943 року його обрали головою Всесоюзного товариства терапевтів.
Помер 24 липня 1948 року у місті Ленинград від ускладнень раку шлунку. Поховання відбулося на Серафимовському кладовищі.